# McTeague
McTeague es una novela de Frank Norris publicada en 1899. Cuenta la historia del cortejo y el matrimonio de una pareja, y su posterior descenso a la pobreza, violencia y finalmente al asesinato como resultado de los celos y la codicia. La obra fue considerada como el primer gran retrato de una sociedad adquisitiva en la literatura estadounidense.
El libro fue la base para las películas Life's Whirlpool (1916), Greedy (1994), Slow Burn (2000) y su adaptación más famosa, Avaricia (1924) de Erich von Stroheim. También fue la base de una ópera homónima de William Bolcom en 1992.